# Gamay

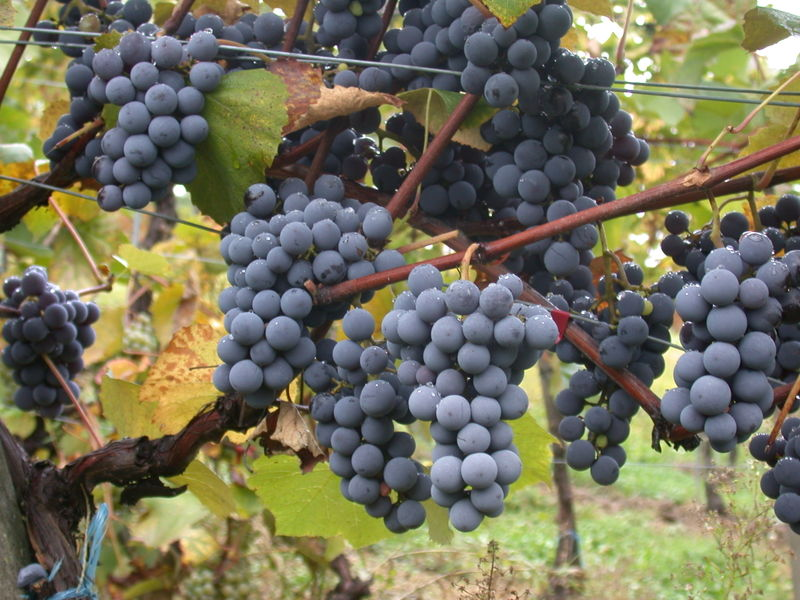
Racimos de gamay.

La gamay es una uva de color púrpura usada para hacer vino tinto. Crece sobre todo en Beaujolais y en el valle del Loira, en el entorno de Tours.  Su nombre completo es gamay noir à jus blanc. Su cultivo es muy antiguo y ya era mencionada en el siglo XIV. Se ha cultivado a menudo para obtener una abundante producción. Puede ser usada producir vinos distinguidos cuando es plantada en suelos ácidos, lo que ayuda a la acidez natural de esa uva.

## Historia

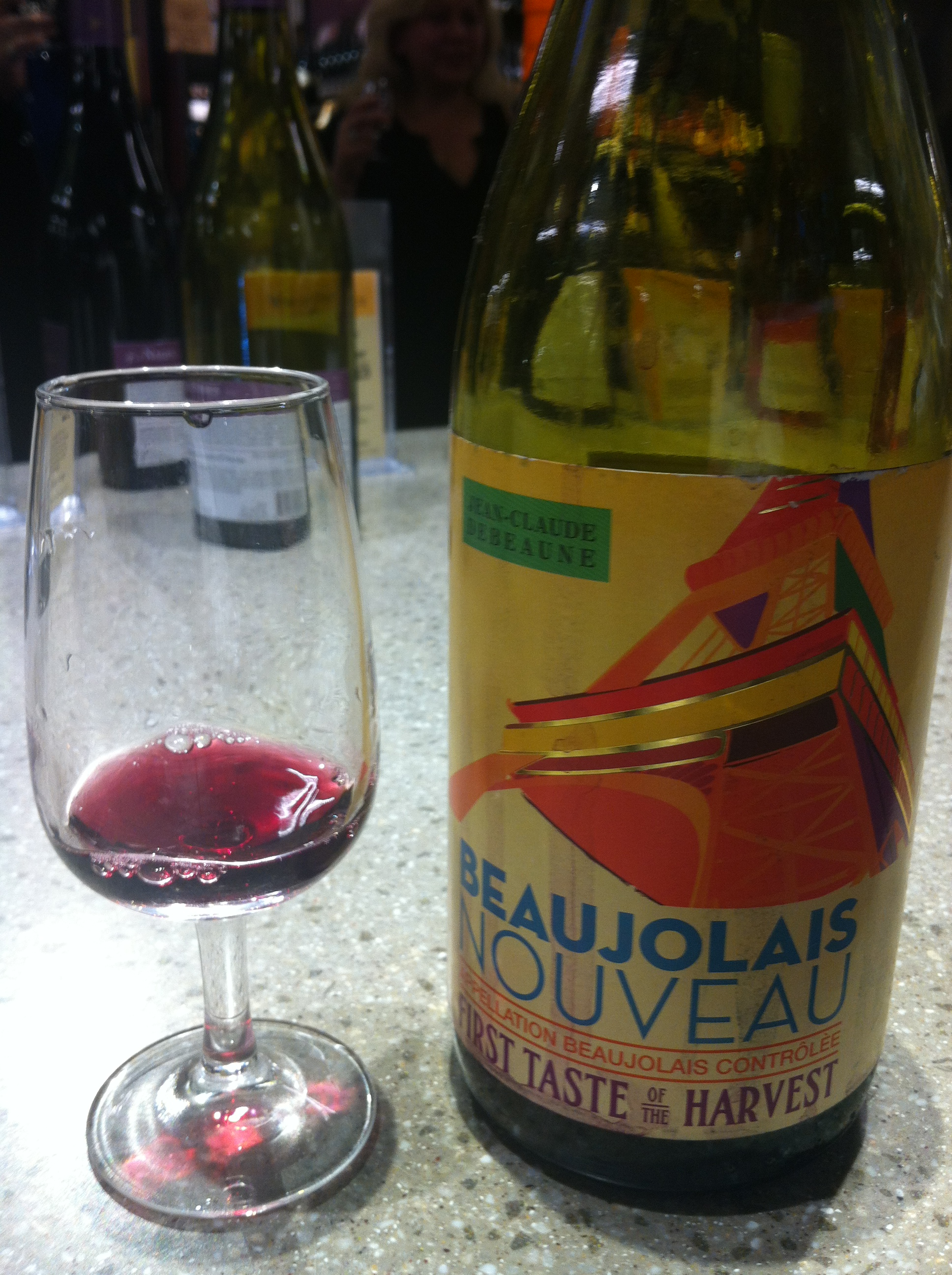
Un vino Beaujoais nouveau de gamay.

Se cree que la gamay apareció por primera vez en la villa de Gamay, al sur de Beaune, en la década de 1360. La uva trajo prosperidad a la villa tras la decadencia de la peste negra. En contraste con la variedad pinot noir, la gamay madura dos semanas antes y es más fácil de cultivar. También produce un vino más fuerte y afrutado y en mayores cantidades. 
En julio de 1395, el duque de Borgoña Felipe III el Bueno prohibió el cultivo de esta uva, refiriéndose a ella como la "deseal gaamez", porque, a pesar de su capacidad para crecer abundantemente, estaba llena de "una gran y horrible dureza", debido, en parte, a que la variedad ocupaba tierras que podían ser usadas para la pinot noir, que se consideraba más "elegante". Seis años después, Felipe III emitió otro edicto contra la gamay en el que empezaba razonando esta prohibición: "los duques de Borgoña son tan conocedores como los señores de cuáles son los mejores vinos de la cristiandad. Nosotros mantendremos nuestra reputación".

## Características

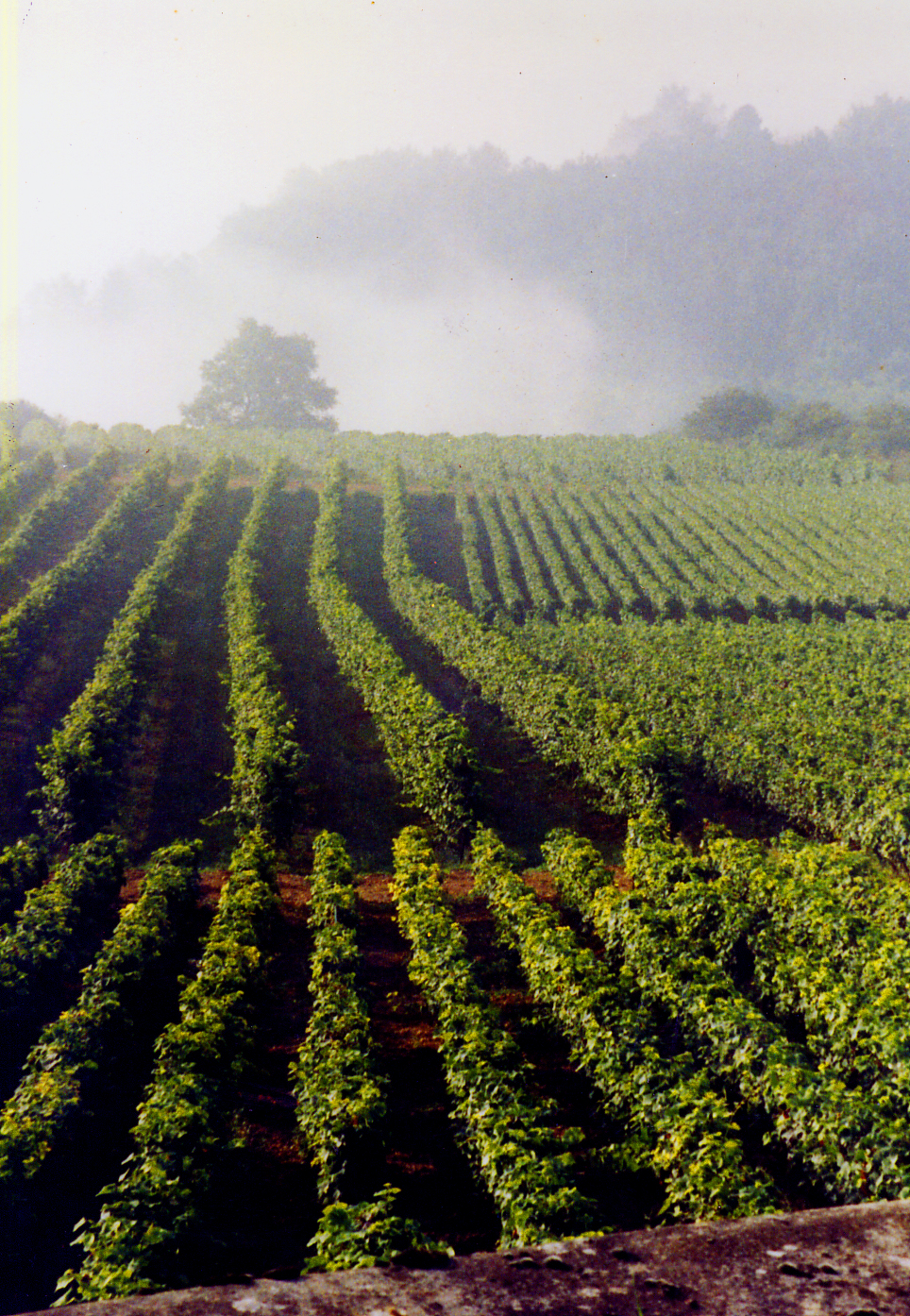
Viñedos en La Rochepot, Hautes-Côtes de Beaune. Las filas de vides están muy próximas entre sí. En el primer plano son de gamay y al fondo, con más espacio entre ellas, están las vides de pinot noir.

La gamay es una vid muy vigorosa que tiende a no tener una raíz muy profunda en suelos alcalinos, lo que produce un estrés hídrico en las vides en la estación de crecimiento con un correspondiente alto nivel de acidez en las uvas. La acidez es a menudo suavizada a través de la maceración carbónica, un proceso que también permite expresiones frescas y afrutadas que recuerdan al batido de fresas y frambuesas, así como profundas notas florales de lila y violeta.
Los vinos basados en la gamay tienen normalmente un cuerpo ligero y afrutado. Estos vinos deben beberse después de un tiempo en crianza para tener más cuerpo y son producidos por la maceración de todo el fruto. Muchos de estos vinos se hacen en las áreas designadas como Cru Beaujolais, donde los vinos normalmente tienen sabor a cerezas, pimienta negra, bayas secas, piedra recién cortada y tiza.

## Regiones vinícolas

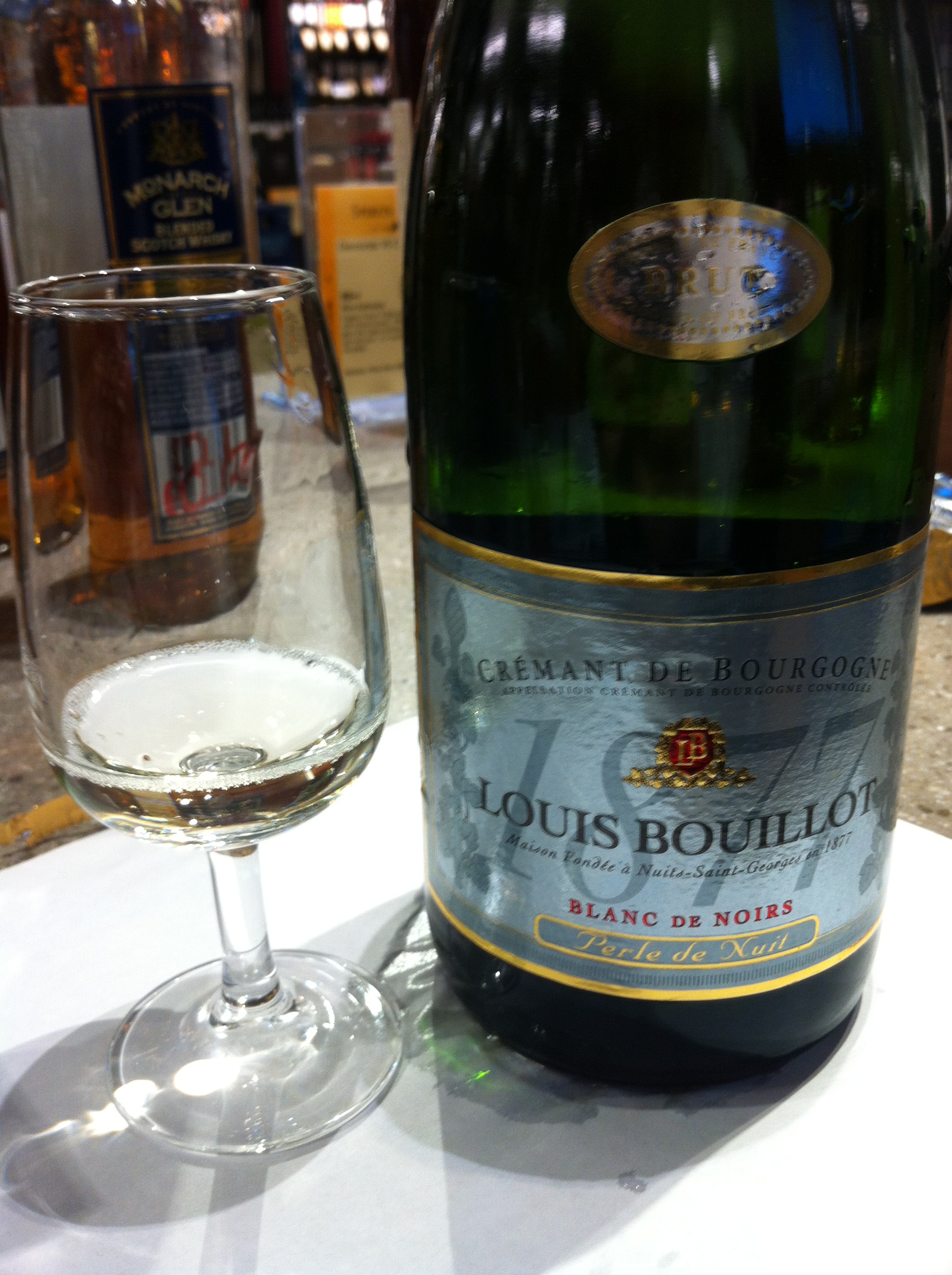
Un crémat de Bourgogne blanc de noirs espumoso hecho de pinot noir y de gamay.

Además de estar bien adaptada al terruño de Beaujolais, la gamay crece ampliamente en el valle del Loira, en los alrededores de Tours, donde es mezclada normalmente con la cabernet franc y con la côt, que es un clon local de la malbec. Estos vinos son similares a los Crus Beaujolais pero con notas de frambuesa y pimienta fresca propias de los vinos de cabernet franc.
La gamay también es la uva del Beajolais nouveau, producido exclusivamente en los suelos más alcalinos del sur de Beaujolais, donde la uva es incapaz de hacer vinos bebibles sin un proceso de maceración carbónica. El nivel de acidez de las uvas que crecen en los suelos de caliza de pierres doreés del sur es demasiado alto para hacer vinos con alguna calificación que no sea la de nouveaux.
La gamay crece a menudo en la península de Niágara de Canadá. Algunos productores han empezado a cultivarla en lugares como Short Hills Bench, Beamsville Bench and St. David's Bench, entre otros, así como en el condado Príncipe Edward. Chàteau des Charmes en Niagara-on-the-Lake tiene un clon regional, la gamay noir droit, que está reconocida como una mutación. También crece exitosamente en pequeñas cantidades en Australia para hacer un rango de vinos entre los que están los vinos tintos ligeros apropiados para ser consumidos jóvenes.
La gamay también se ha introducido en el valle Willamette de Oregón, un lugar conocido por sus vinos de pinot noir, que es otra uva de Borgoña. Fue introducida por Viñedos Amity en 1988. Los compañías de viñedos Amity, Willa Kenzie y Brickhouse describen a estos vinos como productos que cuentan con el perfil básico de los vinos Crus Beaujolais.

## Relación con otras uvas
El nombre de gamay se ha asociado a otras variedades que crecen en California que, en otras épocas, se pensaba que eran la auténtica gamay. Se le ha conocido en California como Napa gamay. La uva Napa gamay es conocida ahora como valdeguié, y el nombre Napa gamay dejó de aparecer en las etiquetas a partir de 2007. Se considera que la gamay beajolais es un clon californiano de maduración temparana de la pinot noir. A pesar de las similitud de los nombres, las uvas gamay du Rhône gamay St. Laurent tampoco son las uvas de Beaujolais, sino que se refieren a la uva francesa aboriou.
En 1929, la gamay se cruzó con la uva de mesa seidentraube, también conocida como luglienga bianca, para producir la uva blanca de vino regner.